# Af Trampe
af Trampe är en svensk gren av den pommerska adelsätten Trampe, vars förste kände medlem är riddaren Willekinus Trampe, död omkring 1320. Ätten kom till Danmark under slutet av 1600-talet. Generalmajor Philip Detlev von Trampe (1678-1750) upphöjdes i tyskt riksgrevligt stånd 1736 och naturaliserades 1743 som dansk greve. Medlemmar av ätten inflyttade även till de övriga nordiska länderna. 
En gren av ätten kom 1869 från Norge till Sverige med greve Carl af Trampe (1841–1916) och hans syskon. Denne blev godsägare och ledamot av riksdagens första kammare för Göteborgs och Bohus län 1878-1879.
Den 31 december 2021 var 23 personer med efternamnet af Trampe folkbokförda i Sverige. Andra namnformer är von Trampe med 12 folkbokförda  personer och Trampe med 10 folkbokförda personer.  Släktskapsförhållandena för de båda senare namnvarianterna har inte utretts.

## Personer med efternamnet af Trampe
- Carl af Trampe (1841–1916), godsägare och riksdagsman
- Fredrik af Trampe  (född 1984), journalist, musiker och författare